# Sennheiser
Die Sennheiser Electronic SE & Co. KG (Eigenschreibweise: electronic) ist ein deutscher Hersteller von Studio- und Übertragungstechnik mit Hauptsitz in Wedemark-Wennebostel.
Zur Sennheiser-Gruppe gehört auch der Studiomikrofonhersteller Georg Neumann GmbH.

## Geschichte

Labor W-Logo

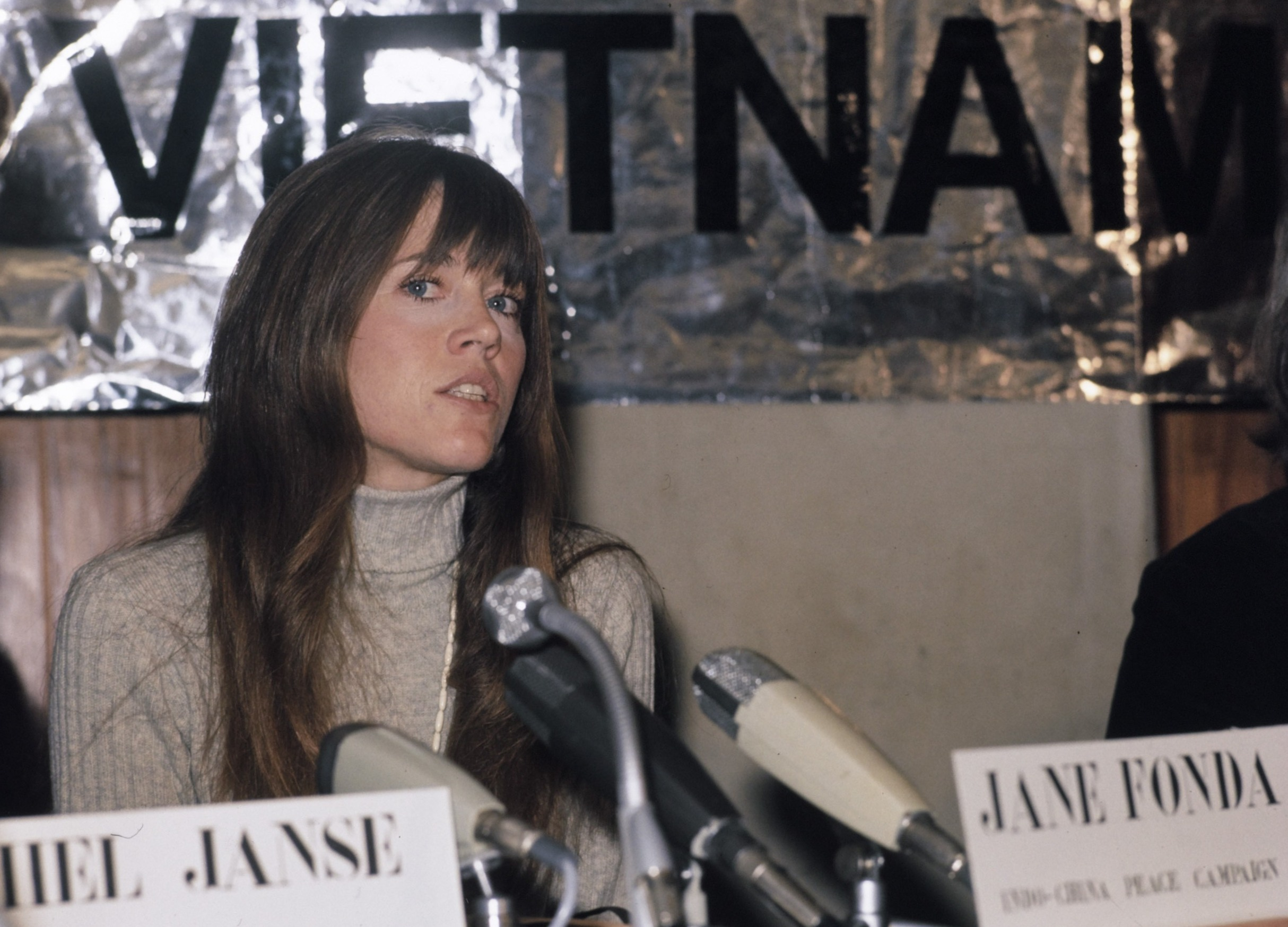
Jane Fonda mit Sennheiser MD 21, Sennheiser MD 408 und zwei Sennheiser MD 421 (1975)

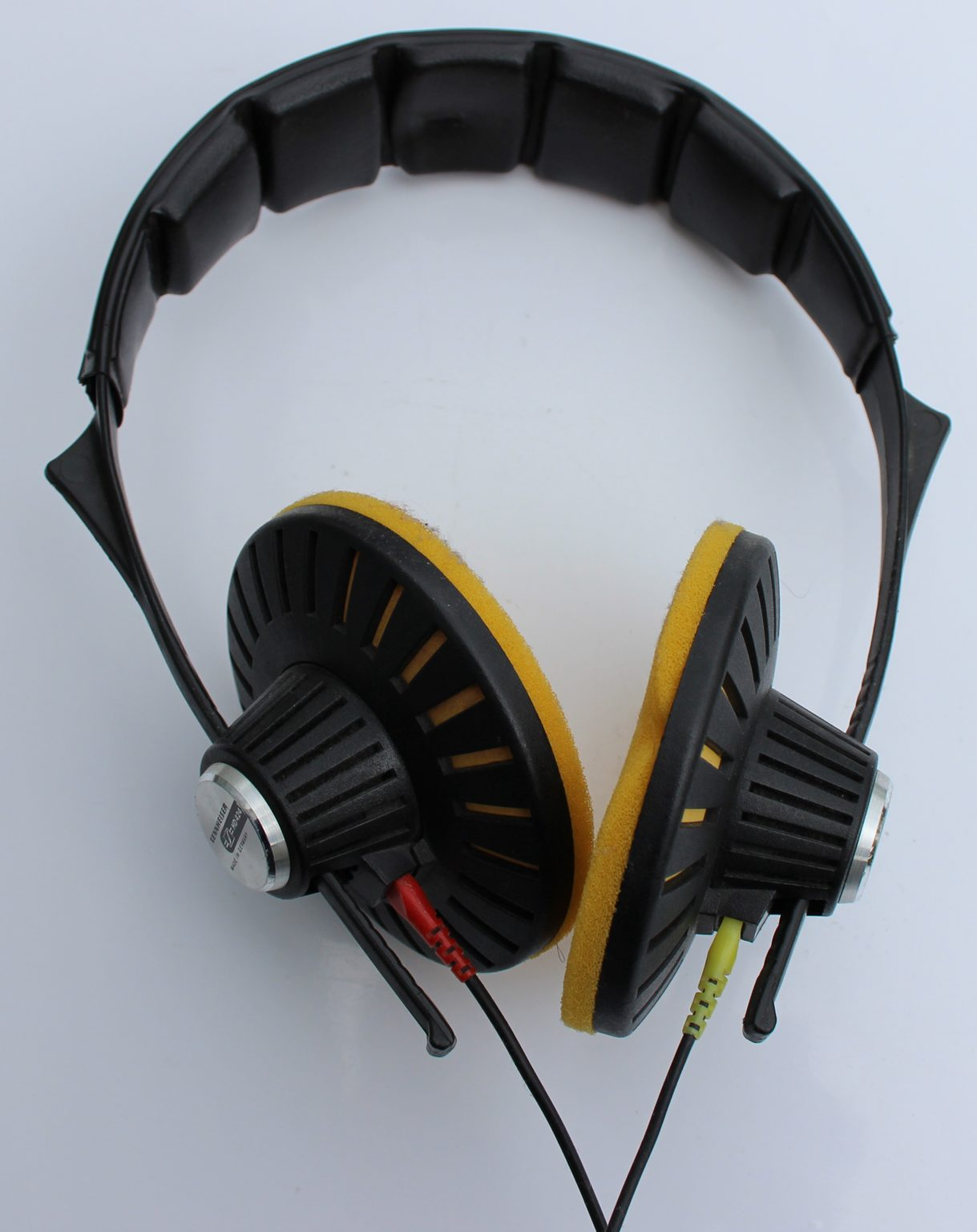
Kopfhörer Sennheiser HD 424

Im Juni 1945 gründete Fritz Sennheiser das Laboratorium Wennebostel (Labor W). In Wennebostel befand sich zuvor das Institut für Hochfrequenztechnik und Elektroakustik der Technischen Hochschule Hannover, das aufgrund von Kriegsschäden aus Hannover nach Wennebostel in die „Villa Hausmann“ verlegt worden war. Nach Kriegsende kehrten die meisten Mitarbeiter des Instituts nach Hause zurück; nur sieben Mitarbeiter aus der Region sowie der aus Berlin stammende Fritz Sennheiser blieben in Wennebostel. Fritz Sennheiser beschloss daraufhin, mit seinen Ersparnissen einen Handwerksbetrieb zu gründen. Das junge Unternehmen produzierte zunächst Messgeräte für Siemens.
1945 beauftragte Siemens das Laboratorium damit, das Mikrofon eines österreichischen Zulieferers zu bauen, der selbst nicht mehr produzieren konnte. Daraus entwickelte sich später das MD 1, das 1946 auf den Markt kam. Im selben Jahr wurde mit der Entwicklung eines eigenen Mikrofons begonnen: Das MD 2 kam 1947 auf den Markt.
1956 wurde das erste Richtrohrmikrofon produziert, das MD 82. 1957 stellte Labor W ein zusammen mit dem NDR entwickeltes drahtloses Mikrofonsystem für den professionellen TV-Einsatz vor, das ab 1958 gemeinsam mit Telefunken unter dem Namen „Mikroport“ vermarktet wurde. Ab 1958 hieß das Unternehmen „Sennheiser electronic“.
1953 stellte Sennheiser das dynamische Mikrofon Sennheiser MD 21 vor, 1960 das MD 421, 1971 das MD 441. Alle drei Modelle wurden zu Standardmikrofonen für Funk und Fernsehen und werden bis heute produziert. 1968 wurde mit dem HD 414 der erste offene Kopfhörer der Welt auf den Markt gebracht.
Vom Ministerium für Staatssicherheit der DDR wurden Sennheiser-Miniaturmikrofone als Abhörgeräte zur Überwachung unter anderem in Gefängnissen eingesetzt. Die Geräte wurden nicht eigens für den Einsatz produziert, sondern vom Ministerium im freien Handel gekauft.
1978 wurde der Vocoder VSM 201 eingeführt.
1982 übergab Fritz Sennheiser die Unternehmensleitung an seinen Sohn Jörg Sennheiser. Ebenfalls 1982 brachte Sennheiser das Drahtlosmikrofon SKM 4031 auf den Markt, welches insbesondere im ZDF "das" Funkmikrofon der 1980er- und 1990er-Jahre war. In Sendungen wie der ZDF-Hitparade oder Wetten, dass...? war es omnipräsent. Heute wird es nicht mehr produziert.
1988 begann unter der Leitung von Jörg Sennheiser die Internationalisierung des Familienunternehmens: Die erste Vertriebstochter Sennheiser France wurde gegründet. 1988 kam zudem der Kopfhörer HD 25 auf den Markt. Ursprünglich als reiner Monitoring-Kopfhörer konzipiert, fand er auch als hochklassiger Inflight-Kopfhörer in der Concorde Anwendung, von wo aus er schließlich die DJ-Pulte der Welt eroberte.
1996 änderte Sennheiser seine Rechtsform und wurde als GmbH & Co. KG weitergeführt. Jörg Sennheiser wechselte in den neu geschaffenen Aufsichtsrat. Die Unternehmensleitung wurde zunächst einem Geschäftsführer und später an ein gleichberechtigtes Geschäftsführungsteam übergeben.
1998 kam die Mikrofonserie evolution auf den Markt. Ein Jahr später folgte die drahtlose Mikrofonserie evolution wireless.
2003 ging Sennheiser ein Joint Venture mit der dänischen William-Demant-Holding ein, einem Spezialisten für Hörgeräte, Diagnosetechnik und persönlicher Kommunikation. Die Sennheiser Communications A/S wurde gegründet.
2013 wurden Andreas und Daniel Sennheiser Geschäftsführer.
Mit Wirkung zum 1. März 2022 verkaufte Sennheiser seine Sparte Consumer Electronics mit Kopfhörern für Endverbraucher sowie Soundbars für 200 Millionen Euro an den schweizerischen Hörgerätehersteller Sonova und zog sich damit aus dem Endverbrauchergeschäft zurück. Sennheiser konzentriert sich nun auf das Geschäft mit Mikrofonen und Studiotechnik, darunter Kopfhörer. Sonova erhielt eine unbefristete Lizenz zur Nutzung der Marke Sennheiser. Rund 600 Mitarbeiter wechselten im Rahmen des Verkaufs zu Sonova.
2022 erwarb Sennheiser den Schweizer Audiospezialisten Merging Technologies.

## Produktion

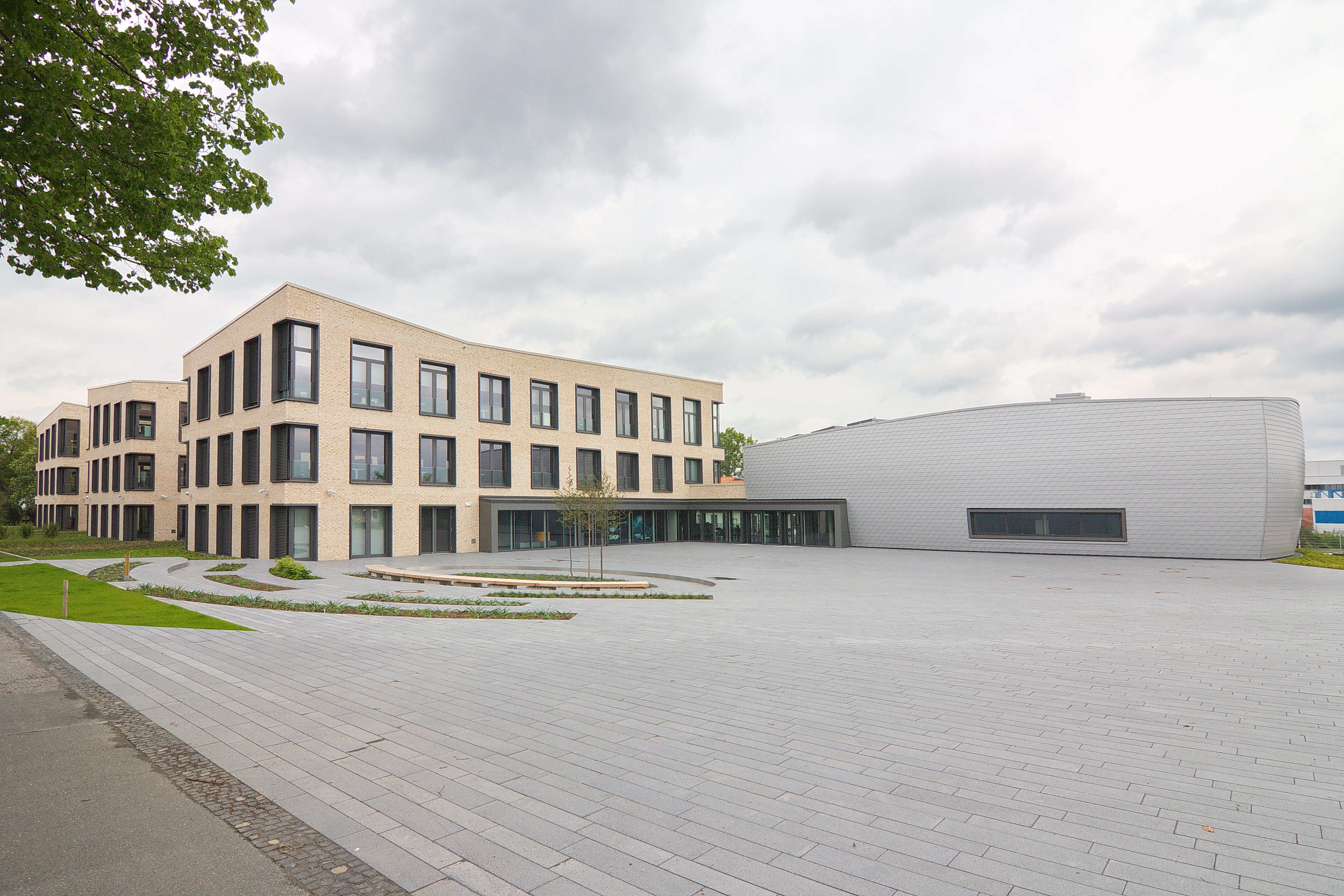
Firmensitz in Wennebostel mit dem Sennheiser Innovation Campus

2019 betrieb Sennheiser vier eigene Produktionsstätten in Wennebostel (Wedemark), Brașov (Rumänien), Tullamore (Irland) und den USA. Nach dem Verkauf der Consumer-Sparte produziert Sennheiser (Stand: 2023) in Wedemark (306 Mitarbeiter) und Rumänien (113 Mitarbeiter).
Bereits Anfang der 1990er Jahre versuchte das Unternehmen, Teile der Produktion von Funkmikrofonen nach Shanghai zu verlagern. Aufgrund von Qualitätsmängeln, Transportschäden und illegaler Nachbauten der Produkte durch die Partnerunternehmen brachte Sennheiser die Produktion wieder zurück nach Deutschland.